# Naturschutzgebiet Spring
Koordinaten: 49° 49′ 22″ N, 7° 12′ 46″ O
Das Naturschutzgebiet Spring befindet sich im Hunsrück (Rheinland-Pfalz) an der Südostflanke des Idarwalds im Naturpark Saar-Hunsrück wenige Kilometer östlich von Morbach und der Burg Baldenau.

## Lage
Es liegt auf den Gemarkungen der Gemeinden Schauren und Hellertshausen (Verbandsgemeinde Rhaunen) im Landkreis Birkenfeld. Das Naturschutzgebiet (NSG-7134-070) grenzt im Westen an einem einzigen Punkt bei der Straßen- bzw. Wegekreuzung Am grünen Kreuz  auf einer Höhe von etwa 695,4 m über NHN an das Naturschutzgebiet 7231-055 Hangbrücher bei Morbach.

## Historie und Beschaffenheit
Das NSG mit einer Fläche von ca. 74 ha wurde durch Rechtsverordnung des Landkreises Birkenfeld vom 12. Januar 1988 ausgewiesen. Geschützt sind insbesondere das Quellgebiet des Springbachs mit Bruchwald sowie Moor- und Torfflächen als Lebensraum seltener Pflanzenarten.